# Giovanni Gerolamo Savoldo

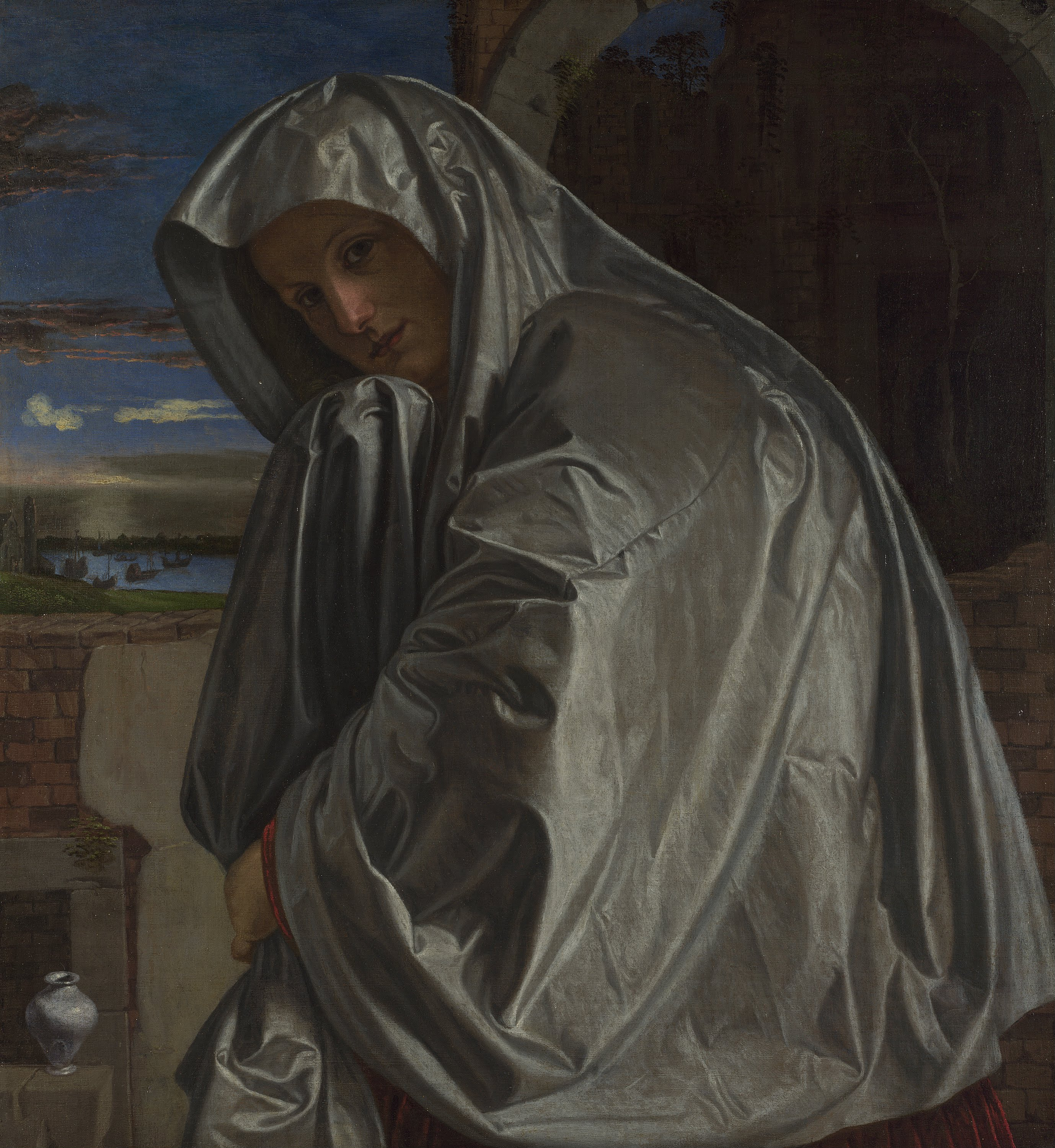
Marie-Madeleine, National Gallery, Londres.

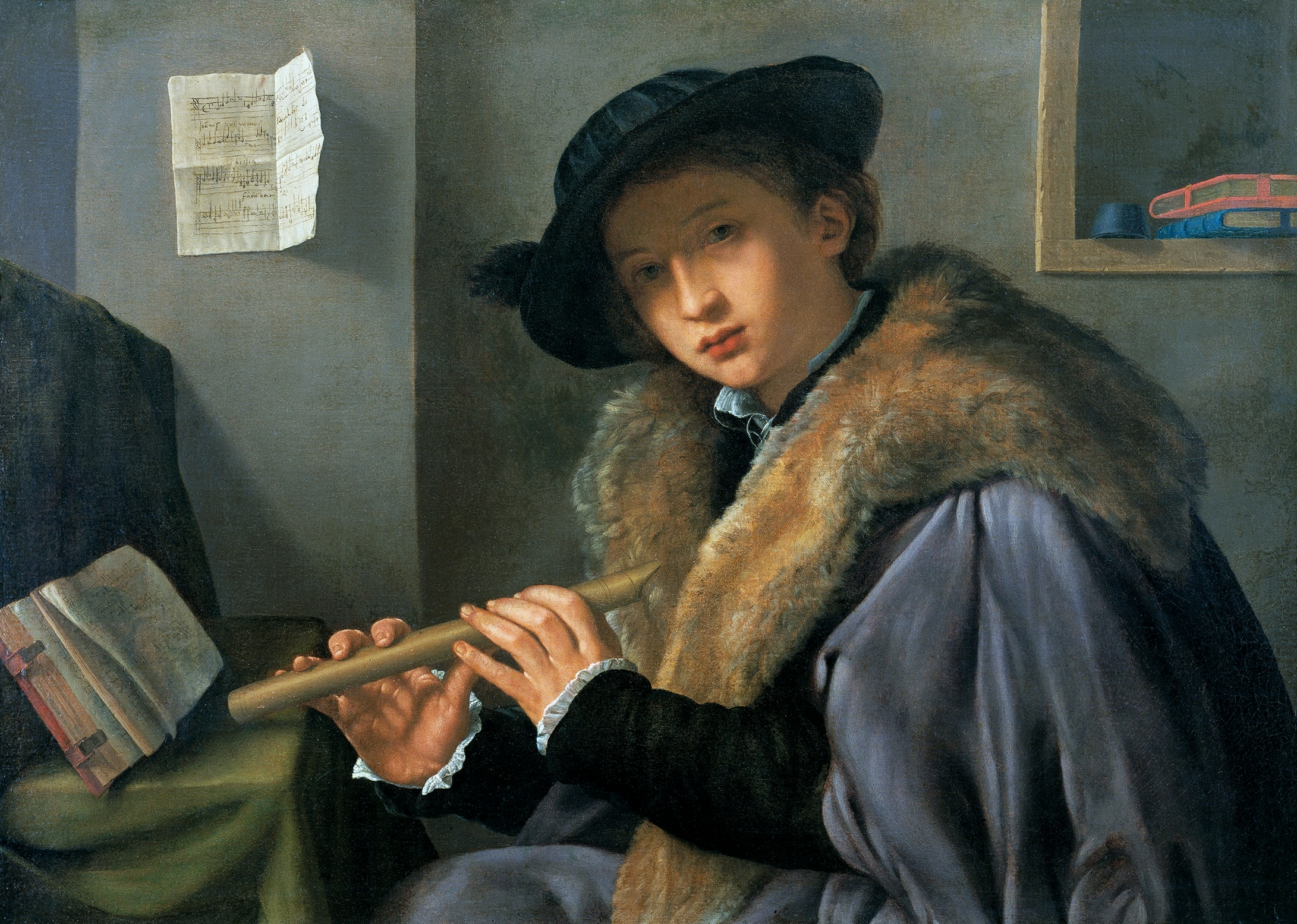
Portrait d'un jeune flûtiste, Pinacothèque Tosio Martinengo, Brescia.

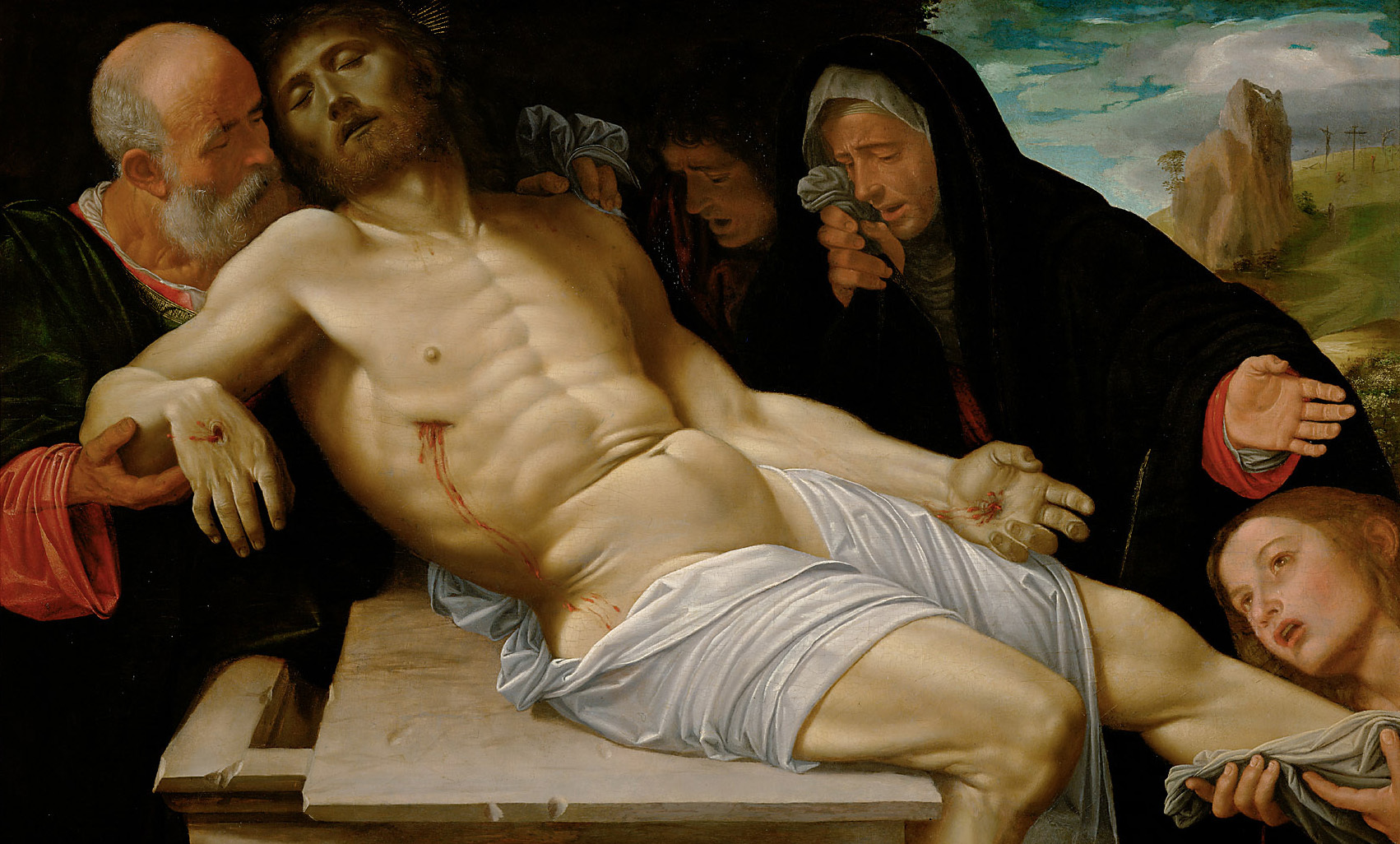
La Piété dans le tombeau, Musée d'histoire de l'art, Vienne.

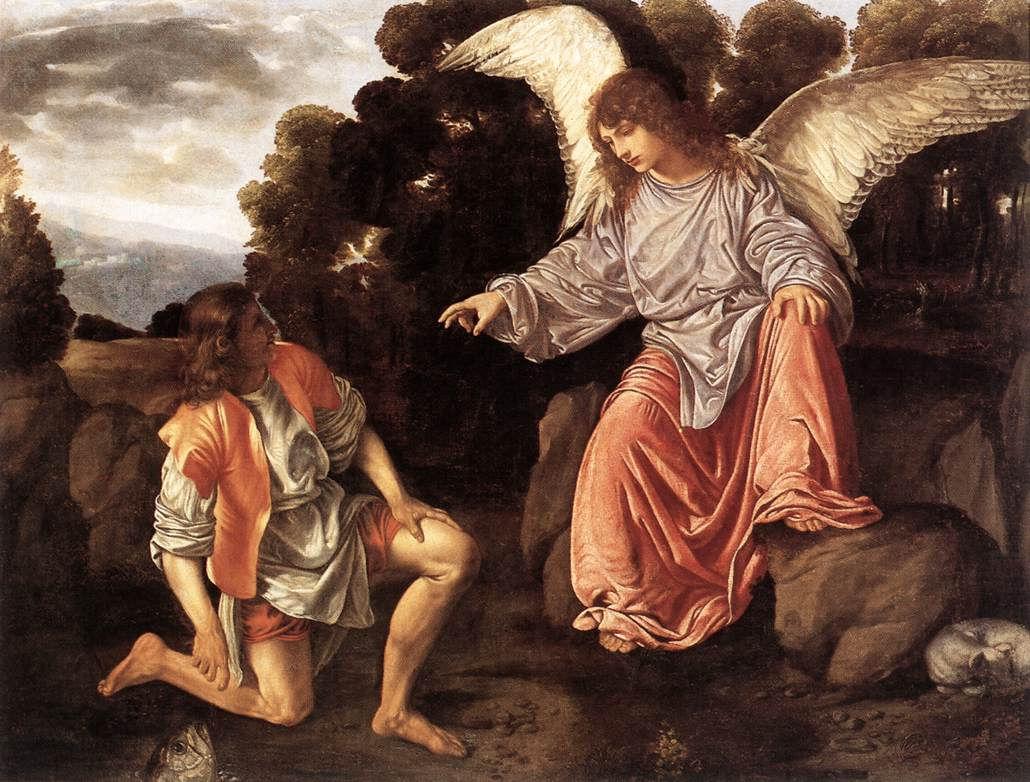
Tobie et l'Ange, Galerie Borghèse, Rome.

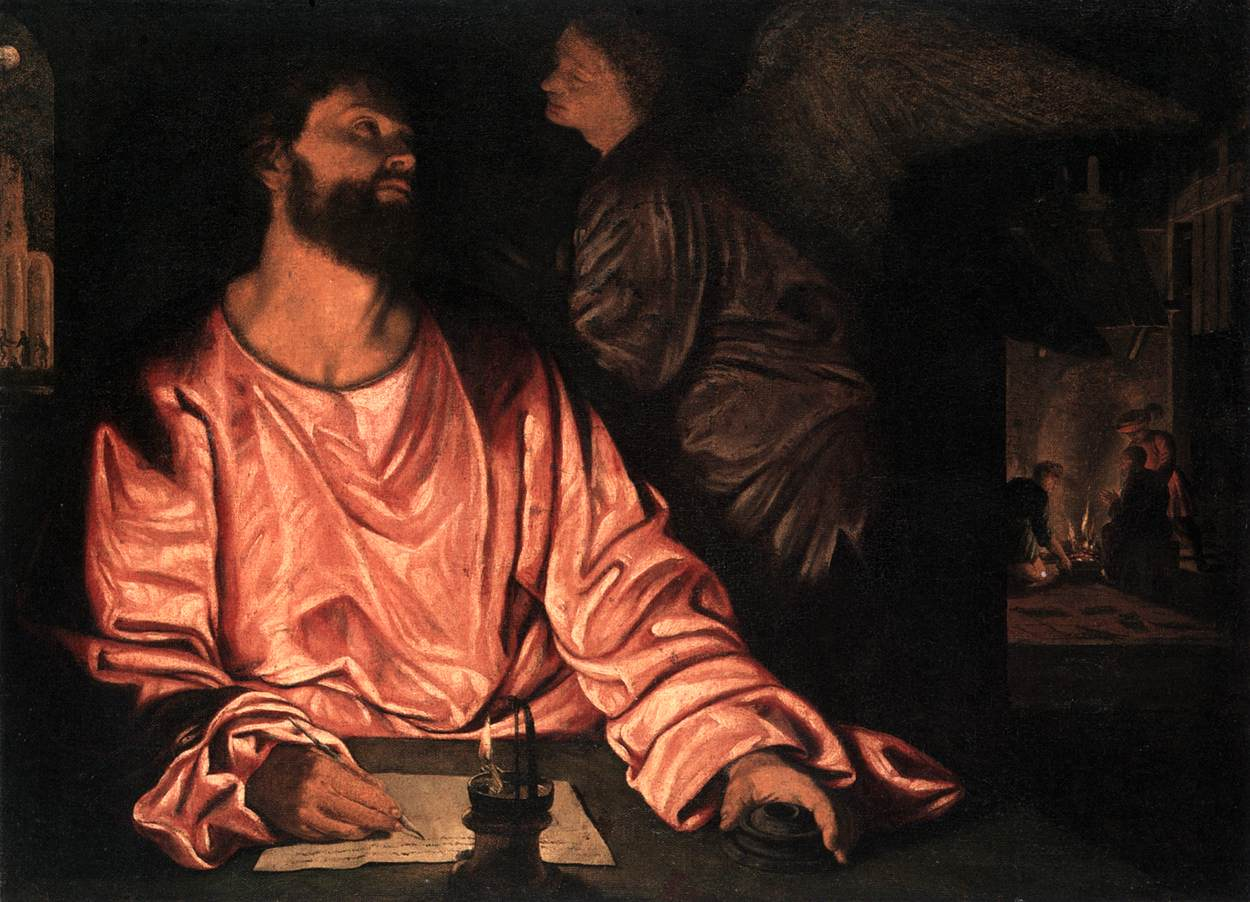
Saint Mathieu et l'Ange (1534), Metropolitan Museum of Art, New York.

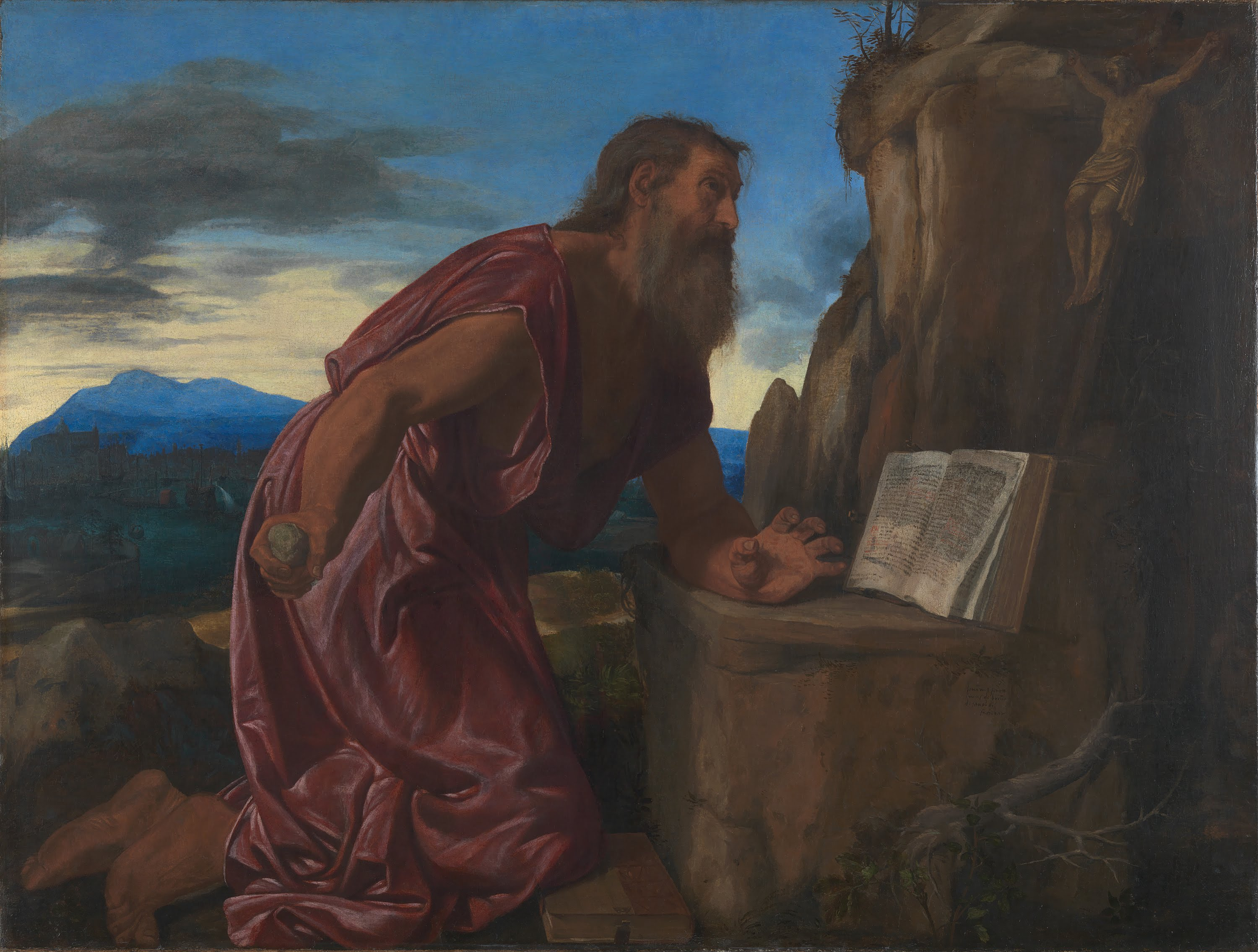
Saint Jérôme pénitent, National Gallery, Londres.

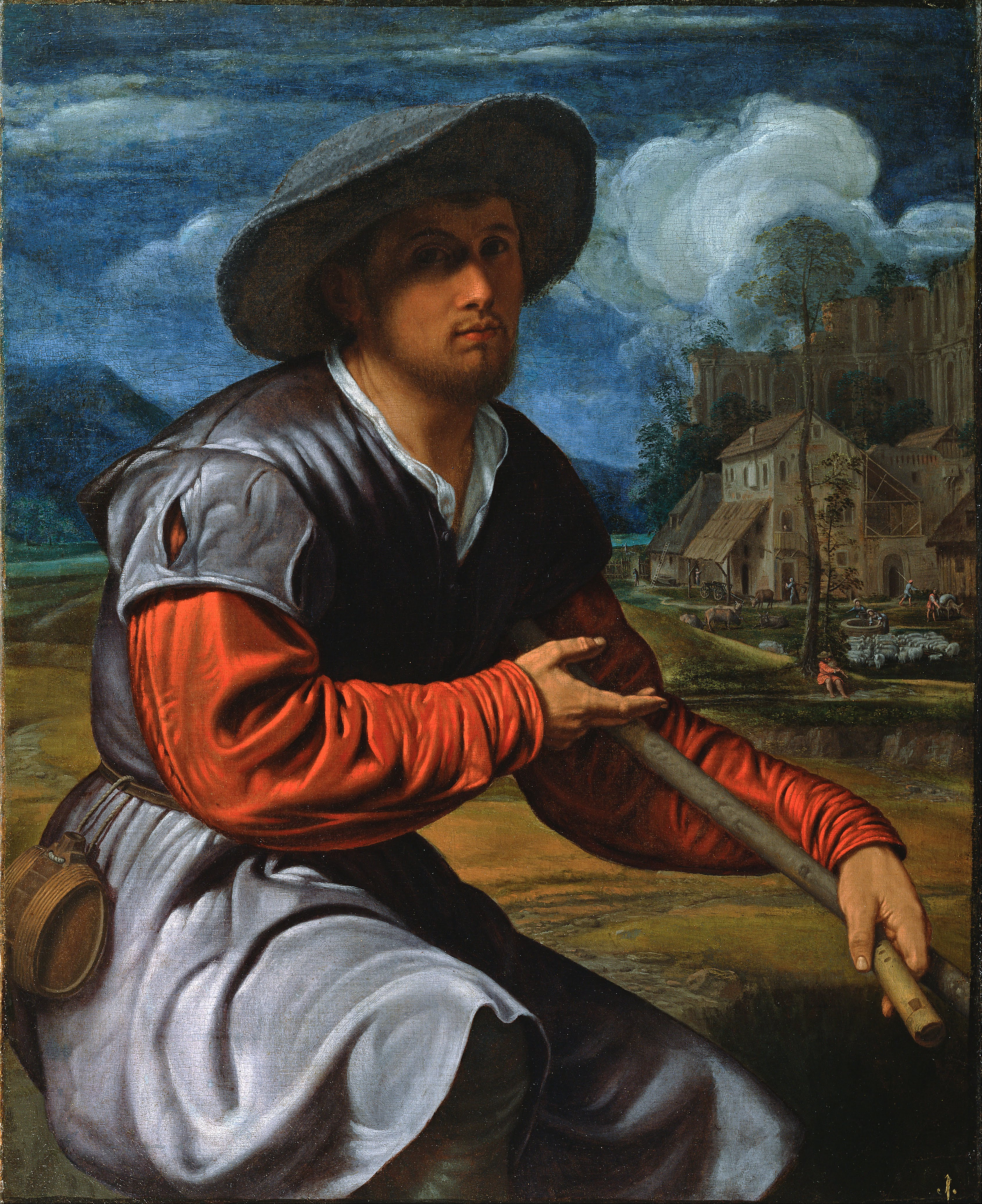
Portrait d'un berger flûtiste

Giovanni Gerolamo Savoldo, né vers 1480 à Brescia et mort après 1548, est un peintre lombard de la haute Renaissance.
L'artiste, quoique surtout actif à Venise, où il vit durant une longue période, est toujours resté fidèle à la fibre naturaliste de l'art lombard, finissant par être considéré comme l'un des trois grands maîtres de la première Renaissance bresciane avec Il Romanino et Il Moretto.
Ses « nocturnes » (scènes de nuit avec une source de lumière intérieure à la peinture) furent une source d'inspiration et probablement un point de départ dans la formation du Caravage.

## Biographie

### Formation
Actif durant deux décennies, des années 1520 aux années 1540 environ, on ne connaît pas les œuvres de jeunesse de Savoldo, même si on le retrouve en 1506 à Parme, et en 1508 à Florence, où il s'inscrit à la corporation des médecins et des apothicaires et à celle des peintres. Pendant ces années, il doit entrer en  contact avec les nouveautés de la « manière moderne », la ville au lys ayant vu fleurir les chefs-d’œuvre de Léonard de Vinci, Michel-Ange et Raphaël. De ses premières années, on connaît Le Repos pendant la fuite en Égypte de la collection von Loetzbech de Nannhofen à Augsbourg, l'Élie alimenté par un corbeau, daté de 1520 environ, de la National Gallery of Art de Washington et la Piéta ou Déposition, du Kunsthistorisches Museum de Vienne.

### Arrivée à Venise
Savoldo s'établit à Venise un peu avant 1520.  Cette année-là, il signe le Saint Antoine et Paul l'Ermite, aux Gallerie dell'Accademia de Venise. L'année suivante, il finit une Vierge et Saints pour l'église Saint-Niccolò de Trévise, commencée par le peintre Fra Marco Pensaben (vers 1486 - vers 1532), en y insérant un ange musicien aux pieds du trône. Il peint relativement peu pour les commanditaires vénitiens, tout en restant dans la culture figurative locale. Sa peinture demeure cependant bien liée à la veine naturaliste « bresciane » et est influencée par la peinture nordique. Du point de vue de l'intonation sentimentale, il est par contre influencé par Giorgione et sa « suggestion contemplative ».
De la même période, on peut également dater l'huile des Tentations de saint Antoine, conservée au Timken Art Gallery de San Diego, un sujet qu'il lui offrit la possibilité d'interpréter des motifs typiques de la culture flamande et en particulier de l’œuvre de Jérôme Bosch, très appréciée des commanditaires vénitiens. Plusieurs détails de cette œuvre sont en effet directement tirés du triptyque du Jugement dernier de Bosch, que Savoldo a pu admirer dans la collection du cardinal Grimani.

### Retable de Saint-Dominique de Pesaro
Le 15 juin 1524, il signe un contrat avec Innocent Savoldo, abbé de Pesaro, pour la réalisation d'un retable pour l'autel  de l'église du couvent Saint-Dominique de Pesaro et qui se trouve depuis 1811 dans la pinacothèque de Brera à Milan. Le retable a été réalisé entre 1524 et 1526, avec une Vierge en gloire à l'Enfant, deux anges musiciens et les saints Pierre, Dominique, Paul et Jérôme. Le paysage d'arrière-plan est identifié à Venise, au vu des nouvelles fondations. La commande a également inclus l'exécution d'une cimaise avec une Pietà de Notre Seigneur Jésus-Christ, le Christ mort soutenu par Joseph d'Arimathie, conservée au Musée d'Art de Cleveland, et d'une prédelle, aujourd'hui perdue, formée de deux tablettes et d'une petite porte pour le Saint Sacrement avec la peinture d'une tête de Saint Pierre martyr. Il est également contemporain du Repos pendant la fuite en Égypte de la collection Castelbarco Albani de Milan, alors dans la même église Saint-Dominique à Pesaro.

### Milan
Selon Paolo Pino, dans son Dialogue de la peinture, Savoldo a été mentionné vers 1530 dans une lettre de Girolamo Genga comme travaillant pour François II Sforza, duc de Milan : Vasari mentionne à la Zecca di Milano (it) « quatre panneaux de nuit et feux ». Certains identifient comme des œuvres appartenant à cette série, L'Adoration des Bergers, de la National Gallery of Art de Washington et le Saint Matthieu et l'Ange, de 1534, maintenant au Metropolitan Museum of Art de New York, ambiance de nuit avec une source de lumière à l'intérieur du tableau, ce qui accentue les effets de clair-obscur.
Dans cette période, les lueurs ont tendance à diminuer, marquées par des tons plus sobres et un passage à une poésie intime et délicate.

### Dernières années
En 1532, on le retrouve à Venise, parmi les exécuteurs testamentaires de l'orfèvre Bernardino de Bexana. En 1533, il exécute la Vierge et Quatre Saints pour l'église Santa Maria in Organo de Vérone. Entre 1537 et 1538, il exécute le retable de l'autel de l'église Santa Croce de Brescia, avec la Déposition, peut-être celle qui a été détruite pendant la Seconde Guerre mondiale au Musée de Bode à Berlin. Si dans ses retables, il adhère à la tradition, en s'ouvrant à quelques nouveautés du Titien, sa production de peintures de moyennes dimensions est plus originale, et est destinée à des clients privés qui, souvent, l'utilisent pour orner leur cabinet de travail. Dans ces commandes, il répète à plusieurs reprises ses thèmes à succès, comme Marie-Madeleine, dont nous connaissons au moins cinq versions, Le Repos pendant la fuite en Égypte, L'Adoration et la Nativité nocturne.
En 1539, il réalise le Portrait d'un homme avec une flûte, actuellement au Martinengo Tosio ; l'année suivante, il produit deux Nativités, l'une à l'église San Giobbe de Venise, l'autre à l'église Saint-Barnabé de Brescia, actuellement à la Pinacothèque Tosio Martinengo. La scène se déroule dans une ambiance nocturne avec à l'arrière-plan des bergers contemplant celle-ci.  La Marie-Madeleine, de la National Gallery de Londres, date d'environ 1540 et est identifiable par un flacon de nard et une robe rouge avec un manteau gris, palpitante de lumière et des reflets d'argent dans lesquels elle est enveloppée. 
En 1548, il est mentionné dans un acte de vente notarié à Venise en tant que témoin. La même année, dans une lettre de l'Arétin au peintre brescian Giovan Maria Fadino, nous apprenons que l'artiste est toujours en vie, mais qu'il est un « vieillard ».

## Œuvres
- Élie nourri par un corbeau, 1520, huile sur panneau transposée sur toile, 168 × 135,6 cm Washington, National Gallery of Art
- La Piété dans le tombeau, 1520, huile sur toile, 72,5 × 118,5 cm, Vienne, Musée d'histoire de l'art
- Saint Antoine et Paul l'ermite, 1520, huile sur toile, 165 × 137 cm, Venise, Gallerie dell'Accademia
- Supplice de saint Antoine, vers 1521-1525, huile sur panneau, 70,53 × 119,38 cm, San Diego, Timken Art Gallery
- Tentation de saint Jérôme, vers 1521-1525, huile sur panneau, Moscou, Musée des beaux-arts Pouchkine
- Retable de saint Dominique à Pesaro, 1524-1526, huile sur toile, 505 × 312 cm, Milan, Pinacothèque de Brera
- Berger, 1525, huile sur toile, 97 × 78 cm, Los Angeles, J. Paul Getty Museum
- Portrait d'un chevalier, vers 1525, huile sur toile, 88,3 × 73,4 cm, Washington, National Gallery of Art
- Portrait d'une Dame, 1525, huile sur toile, 92 × 123 cm, Rome, Musées du Capitole
- Christ mort soutenu par Joseph d'Arimathie, vers 1525, huile sur toile, 105 × 191,8 cm Cleveland, Museum of Art
- Saint Jérôme pénitent, vers 1525-1530, huile sur toile, 121 × 160,4 cm, Londres, National Gallery
- Tobie et l'Ange, 1527, huile sur toile, 96 × 126 cm, Rome, Galerie Borghèse
- Portrait d'un homme en armure (connu sous le nom Portrait de Gaston de Foix et qui serait peut-être son autoportrait), 1529, huile sur toile,  91 × 23 cm, Paris, Musée du Louvre
- Buste d'un jeune homme, vers 1530, huile sur toile, Rome, Galerie Borghèse
- Transfiguration du Christ, vers 1530, huile sur toile, 139 × 126 cm, Florence, Musée des Offices
- L'Annonciation, vers 1530, huile sur toile, 173,5 × 114 cm, Pordenone, Musée Municipal d'Art
- Sainte Marie-Madeleine au tombeau, vers 1530, huile sur toile, 39 × 31 cm, Los Angeles, J. Paul Getty Museum
- Marie-Madeleine, 1530-1540, huile sur toile, 85 × 79 cm, Palais Pitti, pavillon de la Meridiana, Florence[2]
- Adoration des bergers, vers 1530, huile sur panneau, 84,5 × 119,7 cm, Washington, National Gallery of Art
- Saint Matthieu et l'Ange, 1534, huile sur toile, 93 × 125 cm, de New York, Metropolitan Museum of Art
- Marie-Madeleine, vers 1535-1540, huile sur toile, 89,1 × 82,4 cm, Londres, National Gallery
- Marie-Madeleine, vers 1535-1540, huile sur toile, 84 × 77,50 cm, Florence, Collection Contini-Bonacossi
- Marie-Madeleine, vers 1535-1540, huile sur toile, 99 × 80 cm, Los Angeles, Getty Museum
- Marie-Madeleine, vers 1535-1540, huile sur toile, Louisville, Kentucky, Speed Art Museum
- Adoration des bergers, vers 1540, 192 × 178 cm, huile sur panneau, Brescia, Pinacothèque Tosio Martinengo
- Adoration des bergers, vers 1540, huile sur toile, 180 × 127 cm, Venise, Église San Giobbe
- Portrait d'un jeune flûtiste, vers 1540, huile sur toile, 74,3 × 100,3 cm, Brescia, Pinacothèque Tosio Martinengo
- Adoration des bergers, huile sur toile, Terlizzi, église de Santa Maria la Nova

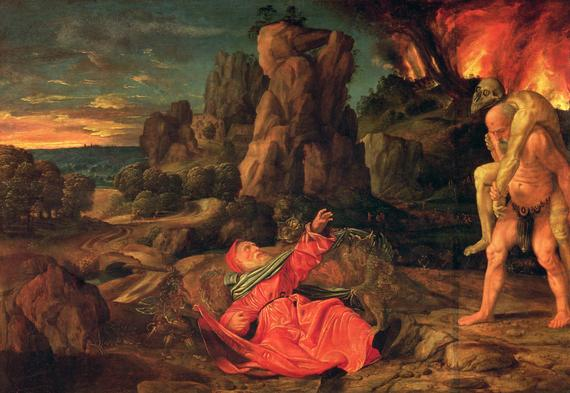
Tentation de saint Jérôme (vers 1521-1525), Moscou, Musée des beaux-arts Pouchkine

## Sources
- (it) Cet article est partiellement ou en totalité issu de l’article de Wikipédia en italien intitulé « Giovanni Gerolamo Savoldo » (voir la liste des auteurs).